# آنا غوستافسون تشن
آنا غوستافسون تشن (بالسويدية: Anna Gustafsson Chen)‏ هي مترجمة سويدية، ولدت في 18 يناير 1965 في السويد.